# كفر الواق
قرية كفر الواق هي إحدى القرى التابعة لمركز حوش عيسى في محافظة البحيرة في جمهورية مصر العربية. حسب إحصاءات سنة 2006، بلغ إجمالي السكان في كفر الواق 4032 نسمة، منهم 2019 رجل و2013 امرأة.